# Мировой Гран-при по волейболу 2007 (квалификация)
Европейский квалификационный турнир Мирового Гран-при по волейболу 2007 прошёл с 26 сентября по 1 октября 2006 года в Варне (Болгария) с участием 8 национальных сборных команд. Были разыграны четыре путёвки на Гран-при-2007.
От квалификации освобождены:
Китай, Япония, Казахстан, Тайвань — по результатам мирового рейтинга среди команд AVC.
Для стран-членов NORCECA и CSV в качестве квалификационного турнира был использован розыгрыш Панамериканского Кубка 2006 года. По его итогам путёвки на Гран-при-2007 получили Куба, Доминиканская Республика, США и Бразилия.

## Команды-участницы европейской квалификации
Россия, Италия, Польша, Азербайджан, Болгария, Сербия и Черногория, Нидерланды, Турция.

## Система проведения турнира
На предварительном этапе 8 команд-участниц разделены на две группы. Победители групп получили две путёвки на Гран-при-2007 и в финале определили победителя квалификационного турнира. Команды, занявшие в группах 2-3-е места, вышли в плей-офф, где составили две пары и в стыковых матчах разыграли ещё две путёвки на Гран-при-2007, после чего победители двух матчей плей-офф определили третьего призёра квалификации.

## Результаты
26 сентября — 1 октября 2006.  Варна.

### Предварительный этап

#### Группа А
| М | Команда     | 1   | 2   | 3   | 4   | И | В | П | С/П | О |
| - | ----------- | --- | --- | --- | --- | - | - | - | --- | - |
| 1 | Нидерланды  |     | 3:1 | 3:2 | 3:0 | 3 | 3 | 0 | 9:3 | 6 |
| 2 | Азербайджан | 1:3 |     | 3:2 | 3:0 | 3 | 2 | 1 | 7:5 | 5 |
| 3 | Польша      | 2:3 | 2:3 |     | 3:1 | 3 | 1 | 2 | 7:7 | 4 |
| 4 | Болгария    | 0:3 | 0:3 | 1:3 |     | 3 | 0 | 3 | 1:9 | 3 |

26 сентября: Нидерланды — Польша 3:2 (28:30, 22:25, 25:22, 28:26, 15:10); Азербайджан — Болгария 3:0 (25:21, 25:20, 25:15).
27 сентября: Азербайджан — Польша 3:2 (23:25, 25:20, 22:25, 25:16, 15:7); Нидерланды — Болгария 3:0 (25:16, 25:17, 25:10).
28 сентября: Нидерланды — Азербайджан 3:1 (19:25, 25:20, 26:24, 25:14); Польша — Болгария 3:1 (25:20, 14:25, 25:13, 25:14).

#### Группа В
| М | Команда             | 1   | 2   | 3   | 4   | И | В | П | С/П | О |
| - | ------------------- | --- | --- | --- | --- | - | - | - | --- | - |
| 1 | Россия              |     | 2:3 | 3:1 | 3:2 | 3 | 2 | 1 | 8:6 | 5 |
| 2 | Турция              | 3:2 |     | 3:2 | 2:3 | 3 | 2 | 1 | 8:7 | 5 |
| 3 | Италия              | 1:3 | 2:3 |     | 3:0 | 3 | 1 | 2 | 6:6 | 4 |
| 4 | Сербия и Черногория | 2:3 | 3:2 | 0:3 |     | 3 | 1 | 2 | 5:8 | 4 |

26 сентября: Турция — Италия 3:2 (20:25, 22:25, 25:20, 25:19, 15:12); Россия — Сербия и Черногория 3:2 (22:25, 25:17, 21:25, 25:18, 15:8).
27 сентября: Италия — Сербия и Черногория 3:0 (25:16, 25:17, 25:21); Турция — Россия 3:2 (23:25, 21:25, 25:20, 25:21, 15:9).
28 сентября: Россия — Италия 3:1 (26:28, 25:22, 25:17, 25:18); Сербия и Черногория — Турция 3:2 (25:14, 19:25, 23:25, 25:15, 17:15).

### Плей-офф
30 сентября
Италия — Турция 3:0 (25:20, 25:20, 25:19).
Польша — Азербайджан 3:1 (17:25, 25:23, 27:25, 25:20).

### Матч за 3-е место
1 октября
Италия — Польша 3:0 (25:23, 25:20, 25:16).

### Финал
1 октября
Россия — Нидерланды 3:0 (25:19, 25:19, 25:21).

## Итоги

### Положение команд
| 1. Россия                |
| 2. Нидерланды            |
| 3. Италия                |
| 4. Польша                |
| 5—6. Азербайджан         |
| 5—6. Турция              |
| 7—8. Сербия и Черногория |
| 7—8. Болгария            |

По итогам европейской квалификации путёвки на Гран-при 2007 года получили четыре лучшие команды — Россия, Нидерланды, Италия и Польша.

### Призёры
Россия: Мария Бородакова, Ольга Житова, Мария Брунцева, Любовь Соколова, Елена Година, Наталья Сафронова, Светлана Крючкова, Екатерина Гамова, Марина Шешенина, Юлия Меркулова, Наталья Куликова, Марина Акулова. Главный тренер — Джованни Капрара.
  Нидерланды: Ким Сталенс, Чейн Сталенс, Мирьям Орсель, Алисе Блом, Флортье Мейнерс, Яннеке ван Тинен, Каролин Венсинк, Манон Флир, Ритте Фледдерус, Ингрид Виссер, Дебби Стам, Карлейн Янс. Главный тренер — Авитал Селинджер.
  Италия: Симона Риньери, Элиза Тогут, Сара Андзанелло, Валентина Фьорин, Мартина Гуиджи, Паола Паджи, Надя Чентони, Стефания Далль'Инья, Моника Ди Дженнаро, Франческа Пиччинини, Элеонора Ло Бьянко, Паола Кардулло. Главный тренер — Массимо Барболини.